# Quicuios
Quicuios (ou Kĩkũyũ pronunciado Gĩkũyũ na língua quicuia ou como se autonomeiam Agĩkũyũ) são o grupo étnico mais populoso do Quénia.
Com cerca de 5.347.000 pessoas só no Quénia (1994 I. Larsen BTL) representam cerca de 22% da população total queniana. Cultivam as férteis áreas nas montanhas centrais e são o grupo étnico mais economicamente ativo do Quénia.

## História

### Origem
Apesar de incerta, há etnológos e historiadores, como William Ochieng, que acreditam que os Quicuios, que seriam descendentes dos Mogikoyo, vieram para o Quénia vindos do oeste africano juntamente com outros grupos bantos. Ao alcançarem a atual Tanzânia, passaram para leste do Quilimanjaro e instalaram-se no Quénia em torno do Monte Quénia, enquanto o resto do grupo continuou a migração para o sul do continente. Eram originalmente caçadores-recolectores, diferindo das tribos Nilotas, que eram pastoralistas, tendo começado a cultivar o fértil solo vulcânico ao redor do Monte Quénia e das demais montanhas quenianas.
Há  mitos etiológicos sobre a origem dos Quicuios, que dizem que um homem chamado Quicuio e a sua "ajudante" ou esposa chamada Mireia (Mũmbi) foram colocados em Mũkũrwe wa Nyagathanga (atualmente Distrito de Muranga) pelo deus Mwene Nyaga or Ngai. Dizia-se, nessas lendas, que foram colocados próximo a um mugumo ou figueira sobre as encostas da montanha, onde Mireia deu à luz a nove filhas, que foram chamadas: Wanjikũ, Wanjirũ, Njeri, Wambũi, Wangari, Wacera, Waithera, Wairimũ e Wangũi. Quando cresceram, encontraram nove homens jovens de uma terra distante (plausivelmente Masai, com quem os quicuios têm uma longa relação amor-ódio), com quem se casaram e de quem o povo Quicuio surgiu. Há outro mito popular que afirma que, quando as filhas de Quicuio estavam na idade de casar, Quicuio rezou para Mwene Nyaga para que este as provesse de maridos, ao que o deus respondeu provendo-as com uma figueira.
De acordo com o relato do coronel Richard Meinertzhagen, em 26 de Novembro de 1902, foi-lhe dado a conhecer, pelo chefe Karri wa Gakure, outra lenda etiológica dos Quicuios, que rezava que os mesmos provinham do lago Rodolfo.

## História

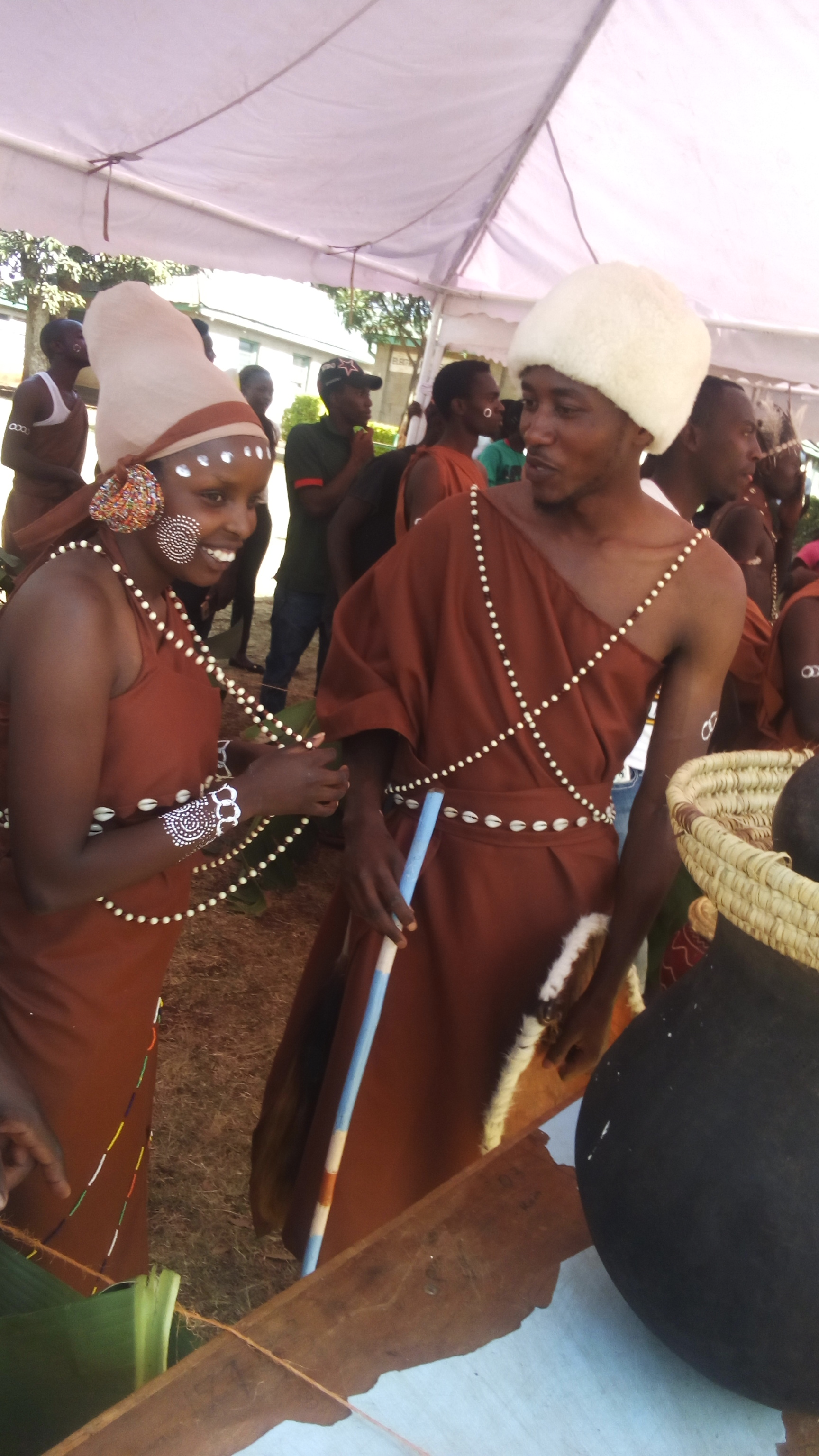
Homem e mulher Quicuios em 2020 no Quênia.

Os Quicuios mantinham boas relações com os Masais, seus vizinhos, com quem realizavam amplos negócios. O colonialismo, no entanto, abalou essa situação. A partir de 1880, a Grã-Bretanha instalou-se primeiro na costa e, ulteriormente, em Nairobi, enquanto construíam a ferrovia da costa até ao Lago Vitória, que passava pelo território vizinho, no Uganda. As terras dos Quicuios foram-lhes confiscadas, tendo ficado confinados a uma pequena reserva, impedidos de cultivar as suas antigas terras.